# Edin Džeko
Edin Džeko (* 17. března 1986 Sarajevo, Jugoslávie, dnešní Bosna a Hercegovina) je bosenský fotbalový útočník působící v tureckém fotbalovém klubu Fenerbahçe. Během kariéry se etabloval mezi nejlepšími světovými útočníky. Je považován za jednoho z nejlepších fotbalistů Bosny a Hercegoviny v dějinách.
Profesionálním fotbalistou se stal v bosenském klubu Željezničar, odkud odešel do českého FK Teplice. Po sezóně 2006/07 stanul jako druhý nejlepší střelec v české lize a v důsledku toho přestoupil do Wolfsburgu. Ve své druhé sezóně v německé Bundeslize slavil zisk mistrovského titulu, když se stal součástí obávaného útoku po boku brazilského útočníka Grafiteho. V následující sezóně mu za 22 gólů náleželo první místo v žebříčku ligových střelců. V době dalšího přestupu byl historicky nejlepším střelcem v klubové historii. Roku 2011 zamířil do Anglie k Manchesteru City a v sezóně 2011/12 pomohl vyhrát anglickou Premier League, když v dramatickém závěrečném kole přispěl gólem k výhře 3:2, zaručující klubu titul po 44 letech, a ještě navíc na úkor městského rivala. Mistrovský titul oslavil i v sezóně 2013/14. V roce 2015 spojil klubovou kariéru s AS Řím, hrajícím italskou ligovou soutěž Serii A. Jejím nejlepším střelcem se stal v sezóně 2016/17, kdy vstřelil 29 gólů. V další sezóně se spoluhráči dosáhl semifinále Ligy mistrů UEFA, což byl nejlepší výsledek římského klubu v Evropě po více než 30 letech. AS Řím opustil jakožto třetí nejlepší střelec klubové historie. V roce 2021 posílil Inter Milán, jiný italský klub. S ním opanoval italský pohár a italský superpohár.
Účastnil se Mistrovství světa 2014 v Brazílii, kde jeho rodná země vystupovala poprvé. Po světovém šampionátu převzal kapitánskou pásku. Je historicky nejlepším střelcem bosenské fotbalové reprezentace a jejím prvním hráčem se 100 a více starty. Třikrát získal ocenění Idol Nacije (v překladu Idol národa), což je cena udělovaná fotbalistovi roku v Bosně a Hercegovině. Získal ji za roky 2009, 2010 a sezónu 2011/12.

## Klubová kariéra
V letech 1996 až 2005 působil v klubu FK Željezničar Sarajevo, kde si ho všiml český trenér Jiří Plíšek, který Željezničar vedl v sezoně 2004/05. Ten přivedl talentovaného útočníka do České republiky. V létě 2005 Džeko podepsal čtyřletou smlouvu se severočeským klubem FK Teplice. Hned se však neobjevil v prvoligovém „áčku“, nejdříve putoval na hostování do FK Ústí nad Labem, kde opět hrál pod trenérem Plíškem. V 15 zápasech druhé ligy vstřelil 6 gólů a v zimní přestávce se vrátil do Teplic.
Na jaře 2006 debutoval v české nejvyšší soutěži, ve 13 zápasech dal 3 branky, což vzbudilo pozornost například německého klubu Energie Cottbus, avšak z přestupu sešlo. V následující sezoně 2006/07 se už stal nejlepším střelcem svého týmu, když se trefil třináctkrát, díky čemuž si vysloužil ocenění pro nejlepšího cizince v lize. Jeho výkony rovněž nezůstaly u zahraničních klubů bez odezvy. V létě 2007 přestoupil z Teplic do bundesligového Wolfsburgu za cca 4 miliony € (112 milionů korun).

### Wolfsburg

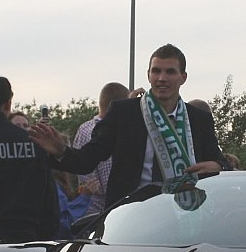
Edin Džeko oslavující titul v německé lize (2009)

Na začátku srpna 2008 započala německá fotbalová sezóna. Džeko vstřelil první dva góly v přípravě proti SV Leiferde z nižší ligové soutěže a Wolfsburg bez obtíží vyhrál 10:0. První ligový start v základní sestavě mu trenér dopřál 22. září v zápase s Energií Cottbus (Chotěbuz) a Džeko tento debut využil k tomu, aby se jedním gólem po 22 minutách podílel na výhře 2:1 venku. Dne 1. prosince byl vyslán na hřiště ve druhém poločasu za stavu 0:2 s Eintrachtem Frankfurt a jedním gólem pomohl k domácí remíze 2:2 a záchraně bodu. Pod vedením trenéra Felixe Magatha si mužstvo z Dolního Saska pátým místem v konečné ligové tabulce sezóny 2007/08 zaručilo účast v Poháru UEFA. Džeko k tomu přispěl osmi góly a sedmi asistencemi.
Autoritativní Magath nechal své svěřence podstupovat značnou fyzickou přípravu a v jeho fyzickém fotbalovém pojetí Džeko uspěl. Nastupoval po boku brazilského útočníka Grafiteho, které oba podporoval jiný bosenský fotbalista, tvůrce hry Zvjezdan Misimović. Ačkoli se začátkem března Wolfsburg poroučel z domácího poháru po vyřazení Werderem Brémy (porážka 2:5), stačilo Džekových šest gólů na to, aby se stal nejlepším střelcem tohoto poháru. Oba hrotoví útočníci byli zodpovědní za dvě třetiny gólů a zatímco Džeko nastřádal 26 gólů, Grafite si 28 góly zaručil střeleckou „korunu“. Dvojice dohromady nastřílela 54 gólů a překonala 53 gólů tandemu Bayernu Mnichov ve složení Gerd Müller—Uli Hoeneß ze sezóny 1971/72. Džekova potence se ukázala především na jaře 2009, ve druhé části ligové sezóny vyšel střelecky naprázdno jen ve čtyřech zápasech a disponoval průměrem jednoho gólu na 101 minut. Wolfsburg vybojoval první titul své klubové historie, když 23. května v posledním 34. kole zdolal 5:1 Werder i díky Džekově gólu. Dotahující se Bayern Mnichov skončil druhý s mankem v podobě dvou bodů a také proto, že Wolfsburgu o měsíc dříve podlehl 1:5. Pod touto dubnovou výhrou se Džeko podepsal dvěma góly. V hlasování o nejlepšího hráče roku německé ligy ocenili Džeka jeho kolegové z řad ligových fotbalistů.
V březnu 2010 byl vyhlášen nejlepším fotbalistou Dolního Saska za rok 2010, když získal přibližně polovinu ze 214 hlasů. V sezóně 2009/10 se stal s 22 góly nejlepším střelcem německé Bundesligy. Německý svaz profesionálních fotbalistů jej zvolil nejlepším útočníkem sezóny. Dne 28. srpna 2010 se Džeko stal nejlepším ligovým střelcem Wolfsburgu, když s 59 góly během 96 zápasů překonal argentinského útočníka Diega Klimowicze, jenž skóroval 57krát ve 149 zápasech.

### Manchester City
V lednu 2011 přestoupil do Manchesteru City za 27 milionů £ (32 milionů €), přičemž na přestupu vydělaly díky programu solidarity Mezinárodní fotbalové federace FIFA i oba severočeské kluby Teplice a Ústí nad Labem (Teplice 6 mil. Kč, Ústí nad Labem 2 mil. Kč). Anglický klub a bosenský hráč se dohodli na čtyřapůlleté smlouvě. Částka vynaložená za jeho služby jej učinila šestým nejdražším přestupem směrem do Premier League. Pro klub z Manchesteru představoval druhý nejdražší nákup po Robinhovi příchozímu v létě 2009. Kromě jiného došlo k překonání přestupu Elvira Baljiće do Realu Madrid z roku 1999, do té doby nejdražšího fotbalisty původem z bývalé Jugoslávie. Útočník v tu chvíli poněkud postrádal zápasovou praxi, neboť v Německu se přes zimu nehrálo.

#### Sezóna 2010/11
Pod trenérem Robertem Mancinim debutoval v zápase proti Wolverhamptonu 15. ledna 2011, kde si připsal asistenci u gólu Yaya Tourého. Utkání skončilo vítězstvím Manchesteru City 4:3. Když nastoupil v zápase FA Cupu 30. ledna na hřišti Notts County, podařilo se mu vstřelit vyrovnávací gól na konečných 1:1. Později, 20. února, se podílel na odvetné výhře 5:0 a postupu – to nahrával na gól Carlose Téveze, který mu asistenci posléze oplatil. Čtyři dny na to se trefil dvakrát proti Arisu Soluň v Evropské lize a pomohl postupu do osmifinále. Ve venkovním zápase 25. dubna proti Blackburnu vstřelil jediný a tedy vítězný gól, jeho první v anglické lize. Do finále o Pohár FA 14. května nezasáhl a jen z lavičky náhradníků pozoroval vítězství 1:0 proti Stoke City, která klubu přisoudilo vůbec první trofej od roku 1976. V závěrečném kole 22. května bojovali Citizens o Ligu mistrů a dostali se do vedení 1:0. Džeko vešel na hřiště Boltonu jako střídající „žolík“ a druhým gólem zápasu zaručil venkovní výhru 2:0, která klubu zaručila nejprestižnější evropskou soutěž pro další sezónu. Třetí místo bylo pro Manchester City nejlepším umístěním od roku 1977.

#### Sezóna 2011/12

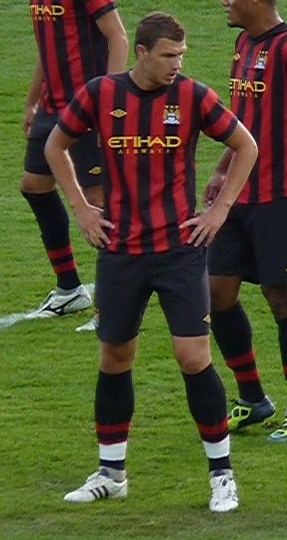
Edin Džeko ve dresu Manchesteru City (18. července 2011)

Střelecká fazóna v srpnu na začátku nové ligové sezóny mu vynesla jeho první (a jedinou) cenu pro nejlepšího hráče měsíce v Premier League. Upozornil na sebe zejména čtyřmi góly vsítěnými na konci srpna do branky Tottenhamu při venkovní výhře 5:1. Před ním se v klubu čtyřmi góly v soutěžním klání ještě nikdo neblýskl.
V ligovém zápase Manchesteru City 16. ledna 2012 padl jediný gól, a to po Džekově hlavičce do branky Wiganu. Vítězný gól tímto zaručil udržení první příčky tři body před pronásledovatelem z druhé části města Manchester. Při domácí výhře 3:0 nad Blackburnem 25. února se prosadil hlavou, když navyšoval vedení na 3:0 jako střídající hráč. Od února se střelecky trápil a prohloubil obavy reprezentačního trenéra Safeta Sušiće ohledně Džekova herního vytížení, ve dresu Citizens totiž dostávali přednost jiní hvězdní útočníci Sergio Agüero, Mario Balotelli a Carlos Tévez. Mezi údajnými zájemci o útočníkovy služby byly týmy Juventus a Bayern Mnichov. V posledním kole 13. května na domácí půdě proti Queens Park Rangers prohrávali Citizens v základní hrací době 1:2, ve druhé minutě nastavení však srovnal Džeko, který posléze asistoval vítěznému gólu Agüera na 3:2 v páté minutě nastavení. Manchester City se bodově dotáhl na městského rivala United a díky lepší gólové bilanci získal mistrovský titul na jeho úkor a poprvé po 44 letech.

#### Sezóna 2012/13

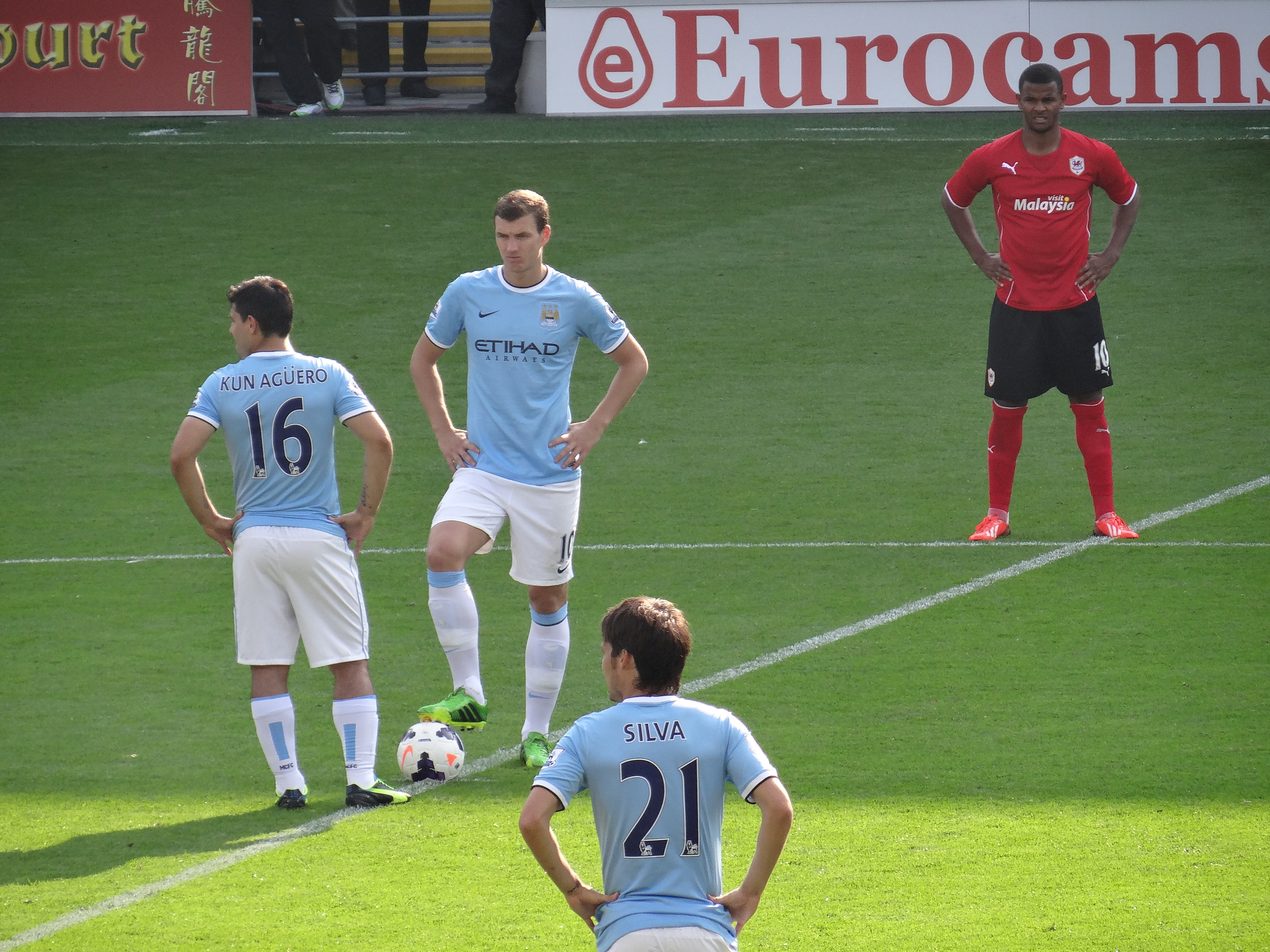
Edin Džeko se spoluhráči Sergiem Agüerem a Davidem Silvou

Obhajobu zahájili Citizens výhrou 3:2 nad Southamptonem 19. srpna 2012, na které se jedním gólem podílel i Džeko. V základní skupině Ligy mistrů po sedmi minutách pobytu na hřišti otevřel v 68. minutě skóre zápasu na stadionu Realu Madrid, anglický tým ale dvakrát vedení promrhal a nakonec 2:3 prohrál. Úvodní zápas v tzv. „skupině smrti“ v bodový zisk nevyústil. Nechtěnou, ale důležitou roli gólového „žolíka“ potvrdil opět proti Tottenhamu 11. listopadu, kdy vítězným gólem upravil skóre na 2:1.
Skupinovou fázi Ligy mistrů zakončil tým na posledním čtvrtém místě, a na jaře si proto v Evropě již nezahrál. Jakkoliv byl Džeko nejproduktivnějším střelcem týmu se 14 góly, za nejlepšími střelci Premier League Robinem van Persiem (26 gólů) nebo Luisem Suárezem (23 gólů) zaostával. Druhé místo v ligové tabulce 11 bodů za Manchesterem United doplnila nečekaná prohra ve finále FA Cupu s Wiganem.

#### Sezóna 2013/14
Prvním ligovým soupeřem výběru nového trenéra Manuela Pellegriniho byl 19. srpna 2013 Newcastle United. Rodák z Chile jej nasadil do základní sestavy a Džeko se odměnil vynikajícím výkonem, který doprovodil asistencí na gól Davida Silvy. Na soupeřovu branku vystřelil osmkrát, vícekrát než v jakémkoliv zápase uplynulé sezóny. Gólově se prosadil v příštím zápase hraném 25. srpna, kdy Citizens prohráli 2:3 s Cardiffem. Dne 17. září pomohl vyhrát 3:0 úvodní zápas skupiny Ligy mistrů proti Viktorii Plzeň, kdy zaznamenal gól. Proti Plzni vpravil balón do sítě i v listopadovém zápase na stadionu Etihad. Anglický klub ze skupiny postoupil do osmifinále. Dne 30. října rozhodl prodlužované osmifinále ligového poháru (Capital One Cup) proti Newcastlu – nejprve nacentroval na gól Álvara Negreda a poté poupravil výsledek na konečných 2:0. Svým 50. gólem v anglické lize rozhodl 28. prosince o výhře 1:0 nad Crystal Palace, díky které Citizens udrželi sérii domácích ligových výher trvající od začátku sezóny.
V základní sestavě nastoupil k pohárovému finále o ligový pohár se Sunderlandem, který manchesterský celek získal potřetí a poprvé od roku 1976.
Manchesterské derby, které bylo na programu 25. března 2014, odstartoval v základní jedenáctce a gól vstřelil po 43 vteřinách. Šlo o nejrychlejší gól hostujících na stadionu Old Trafford v dějinách Premier League. Manchester City přehrálo Manchester United 3:0, Džeko přidal ještě druhý gól. Dvakrát vpravil míč do sítě 3. května při střetnutí s Evertonem. Stal se hybnou silou útoku, jenž postrádal zraněné útočníky Agüera, Negreda a Jovetiće, což dále prokázal například 7. května v předposledním 37. kole při výhře 4:0 nad Aston VIllou. To zaznamenal v domácím prostředí dva góly. Závěrečná výhra znamenala druhý mistrovský titul během tří let.

#### Sezóna 2014/15
Na úvod ligové sezóny 2014/15 byl v prvním kole proti Newcastle United nominován do základní sestavy a připsal si asistenci na gólu Davida Silvy. Citizens i díky němu vyhráli 2:0. Několik dní nato podepsal s klubem smlouvu na další čtyři roky. Džeko se musel popasovat s konkurencí, klub totiž posílili útočníci Wilfried Bony nebo Stevan Jovetić. Manchesterské mužstvo navíc často užívalo rozestavení s jediným útočníkem podporovaným ofenzivním záložníkem jako byl David Silva. Na konci září vstřelil dva góly Sheffieldu Wednesday při výhře 7:0, čímž Citizens postoupili do osmifinále ligového poháru (EFL Cup). O tři dny později dal dva góly týmu Hull City, tentokráte v ligovém utkání při výhře 4:2. Proti Newcastle United 21. února 2015 ukončil jedním gólem své střelecké trápení trvající 15 zápasů, přičemž jeho tým vyhrál 5:0. Proti Liverpoolu zaznamenal gól, ale jeho tým znovu prohrál, a to výsledkem 1:2. Další Džekovy výkony byly podprůměrné, což dokazovalo například utkání proti Crystal Palace, kde Citizens prohráli 1:2. Jen čtyři přesně zásahy proti soupeřům v lize ohrožovaly jeho budoucnost v klubu. Trenér Manuel Pellegrini mu svěřil místo v základní sestavě jen 11krát, přičemž Džeka v průběhu druhého poločasu mnohdy vystřídal.

### AS Řím

Edin Džeko za AS Řím proti Šachtaru Doněck (únor 2018)

Dne 12. srpna 2015 bylo oznámeno Džekovo jednoroční hostování v italském klubu AS Řím. Římané za něj zaplatili necelé 3 miliony liber a dalších necelých 8 milionů liber měli zaplatit v případě, že by si útočníka nechali natrvalo. Klauzule byla aktivována 1. října téhož roku.

#### Sezóna 2015/16
Premiérou v novém působišti bylo pro Džeka ligové utkání Serie A na hřišti Hellasu Verona 22. srpna 2015. Následovalo druhé ligové kolo, to se římské mužstvo 30. srpna představilo na domácím stadionu Stadio Olimpico proti obhájci mistrovského titulu – Juventusu. Po gólu svého reprezentačního spoluhráče Miralema Pjaniće zvyšoval Džeko vedení na 2:0, soupeř jen korigoval konečný výsledek 2:1 gólem Paula Dybaly. Na konci září si v utkání proti Carpi natrhl vaz v pravém koleně, avšak během října se již dal do pořádku. Po první ligové porážce na konci října na půdě Interu Milán v 11. kole čelil Džeko městskému rivalovi Laziu. Derby della Capitale se odehrálo 8. listopadu, Džeko v něm navázal na trefu proti Hellasu. Již v 10. minutě proměnil penaltu nařízenou po faulu na něho a pomohl k výhře 2:0. Jak poznamenal bosenský fotbalový expert Saša Ibrulj, nelehké začátky angažmá v italské lize kontrastovaly s dobrou formou v národním týmu, pro který byl nadále klíčovým hráčem. V listopadové baráži o Euro 2016 proti Irsku však prožil zklamání. Proti druholigové Spezii odehrál 16. prosince celé osmifinálové pohárové utkání v rámci Coppa Italia, ve kterém Spezia vyhrála 4:2 na penalty. Byl to Džeko, který stejně jako před ním Pjanić neproměnil. Proti Janovu obdržel 20. prosince červenou kartu pro urážky na adresu rozhodčího. Musel si tak odpykat trest po dobu dvou zápasů.
Pro úvodní osmifinále Ligy mistrů s Realem Madrid byl ponechán mimo základní sestavu, do utkání hraného 17. února 2016 zasáhl jako střídající. Nezabránil však domácí prohře 0:2 a tento výsledek se opakoval i v odvetě. Dne 21. února vstřelil první a poslední pátý gól v utkání 26. kola, kdy AS Řím porazilo 5:0 Fiorentinu. Další římské derby ozdobil gólem na 2:0, tento ligový zápas se uskutečnil 3. dubna a skončil výhrou 4:1. Za sezónu 2015/16 vstřelil 10 gólů za 39 zápasů napříč soutěžemi, navzdory zájmu Sunderlandu a Beşiktaşe ale zůstal v AS Řím. První sezónu byl kritizován, k tomu navíc srovnáván se stále hrající klubovou legendou Francescem Tottim, před fanoušky se ho však zastal trenér Luciano Spalletti.

#### Sezóna 2016/17
Společně s Mohamedem Salahem zařídil Džeko výhru 4:0 nad Udinese hned v úvodním kole Serie A. Proti Interu Milán na začátku října (7. kolo) před vlastními diváky vstřelil jeden ze dvou gólů týmu při výhře 2:1 a s pěti góly v osmi zápasech napravoval svoji reputaci za první sezónu. Příští kolo Serie A přineslo souboj o průběžné druhé místo mezi domácí Neapolí a Římem. Džeko dovedl tým k venkovní výhře 3:1, a to dvěma góly. V následujícím kole se Džeko a spol. udrželi na dosah prvnímu Juventusu výhrou 4:1 nad Palermem. Proti Sassuolu se dvěma góly podílel na výhře 3:1 a dal vzpomenout na klubovou legendu Gabriela Batistutu, který měl – stejně jako nyní Džeko – po 10 kolech na kontě 10 gólů v italské lize. Batistuta v sezóně 2000/01 dotáhl Giallorossi k titulu. Ve skupinovém zápase Evropské ligy proti Viktorii Plzeň vstřelil hattrick a zajistil mužstvu postup do jarní části.
V prvním zápase šestnáctifinále Evropské ligy na hřišti Villarrealu v polovině února 2017 Džeko pomohl uštědřit soupeři porážku 4:0, vstřelil tří góly ve druhé půli. Stal se prvním hráčem od roku 2001, který zde na stadionu El Madrigal zaznamenal hattrick, naposledy se to roku 2001 podařilo Patricku Kluivertovi z Barcelony. Následně byl u další čtyřgólové výhry, když se jedním gólem podílel na výhře 4:1 proti Turínu FC ve 25. kole Serie A. V kole následujícím pomohl Římanům vyhrát 3:1 na půdě milánského Interu. Džeko asistoval gólům Nainggolana a Perottiho. První den v dubnu dvěma góly zařídil tříbodový zisk nad Empoli, čímž se Římané dále drali k vedoucí dvojici Juventus a Neapol. Džeko se tímto zapsal do klubové historie Giallorossi, stal se totiž prvním hráčem, který v jedné sezóně dosáhl 33 gólů. To se nepodařilo ani Rodolfu Volkovi v sezóně 1930/31 a ani Francescu Tottimu v sezóně 2006/07, neboť tito dva zaznamenali „pouze“ 32 gólů. Džekova střelecká forma na Scudetto nestačila, jeho 29 gólů v italské lize však znamenalo zisk koruny střelců (Capocannoniere) a dorovnal počin Rodolfa Volka (29 gólů v italské lize, sezóna 1930/31) v klubové historii. Mimo jiné se stal prvním fotbalistou z Bosny a Hercegoviny, kterému se podařilo italskou korunu střelců uzmout.

#### Sezóna 2017/18
Po úvodní výhře nad Atalantou nastoupil Džeko do ligového utkání druhého kola, ve kterém AS Řím 26. srpna 2017 hrálo s Interem Milán. Otevřel sice skóre, jenže soupeř otočil a zvítězil 3:1. Následně se Džeko dvakrát trefil do sítě Hellasu Verona při výhře 3:0, dva góly zaznamenal i 20. září při výhře 4:0 proti Beneventu. Ve střílení gólů pokračoval o tři dny později, kdy jednou skóroval, a navrch asistoval u gólu svého ofenzivního partnera El Shaarawyho při výhře 3:1 nad Udinese Calcio. Dne 27. září ve druhém utkání skupiny Ligy mistrů pomohl jedním gólem vyhrát 2:1 na hřišti Karabachu. Na hřišti AC Milán pomohl 1. října vyhrát 2:0 prvním gólem. Záhy byl serverem WhoScored vyhlášen hráčem měsíce září v italské lize.
Dne 18. října vpravil ve třetím skupinovém utkání Ligy mistrů dva góly do sítě Chelsea, na jejíž půdě AS Řím remizovalo 3:3. Časopis France Football jej 9. října zařadil mezi 30 fotbalistů a zároveň adeptů na prestižní ocenění Zlatý míč. Dne 1. prosince vstřelil první ze tří gólů Římanů při vítězství 3:1 nad S.P.A.L. Do konce roku nastoupil v základní sestavě po boku uzdraveného Patrika Schicka, nové ofenzivní posily, ale oba fotbalisté si v duelu proti Cagliari příliš nerozuměli a dokonce se v jednom případě v pokutovém území srazili. V dalším kole proti Juventusu neodvrátil venkovní porážku 0:1 a znovu potvrdil výpadek formy ve srovnání s gólovou potencí na začátku sezóny. V hlasování o Zlatý míč za rok 2017 skončil na 28. místě.
Džeko zaskóroval 6. ledna 2018 proti Atalantě, Giallorossi ale před domácími diváky prohráli. Proti janovské Sampdorii se 24. ledna dočkal při remíze 1:1 dalšího svého gólu. V této době probíhala klubová jednání o jeho prodeji do Chelsea, anglický londýnský klub se ovšem s útočníkem nedohodl. Vítězným gólem rozhodl osmifinále Ligy mistrů se Šachtarem Doněck a pomohl k postupu do prvního čtvrtfinále v této soutěži od roku 2008. Proti vedoucí Neapoli zaznamenal 3. března góly dva a pomohl vyhrát 4:2. Stal se tak prvním fotbalistou, který dosáhl 50 gólů ve třech z pěti velkých fotbalových lig, zahrnujících Německo, Anglii, Itálii, Španělsko a Francii.
Na Camp Nou v prvním ze dvou čtvrtfinále s Barcelonou 4. dubna snižoval na 1:3, tým z Říma nakonec prohrál 1:4. Odveta se konala 10. dubna a Džeko se stal klíčovým při cestě za postupem. Byl to on, kdo otevřel skóre, z jím vybojované penalty zvyšoval na 2:0 Daniele De Rossi a třetí gól vstřelil Kostas Manolas. AS Řím díky pravidlu venkovních gólů poprvé postoupilo do semifinále. V semifinále 24. dubna na hřišti Liverpoolu svým gólem snižoval na 1:5 v zápase prohraném poměrem 2:5. Domácí odveta skončila výhrou 4:2, čemuž Džeko znovu přispěl gólem, na finále to však nestačilo. Mezitím vstřelil 28. dubna dva góly do branky Chieva při výhře 4:1, která AS Řím přiblížila kvalifikaci do Ligy mistrů i pro další sezónu. Úspěchem proti Sassuolu v závěrečném ligovém kole si klub zajistil třetí místo v tabulce a tím i kvalifikaci do elitní evropské soutěže.
Rodák ze Sarajeva tak sezónu zakončil s bilancí 49 zápasů/24 gólů, z toho 8 gólů zaznamenal v Lize mistrů UEFA, kde si mimo to připsal 5 asistencí. Mezi ligovými střelci se umístil na děleném šestém místě se 16 góly.

#### Sezóna 2018/19

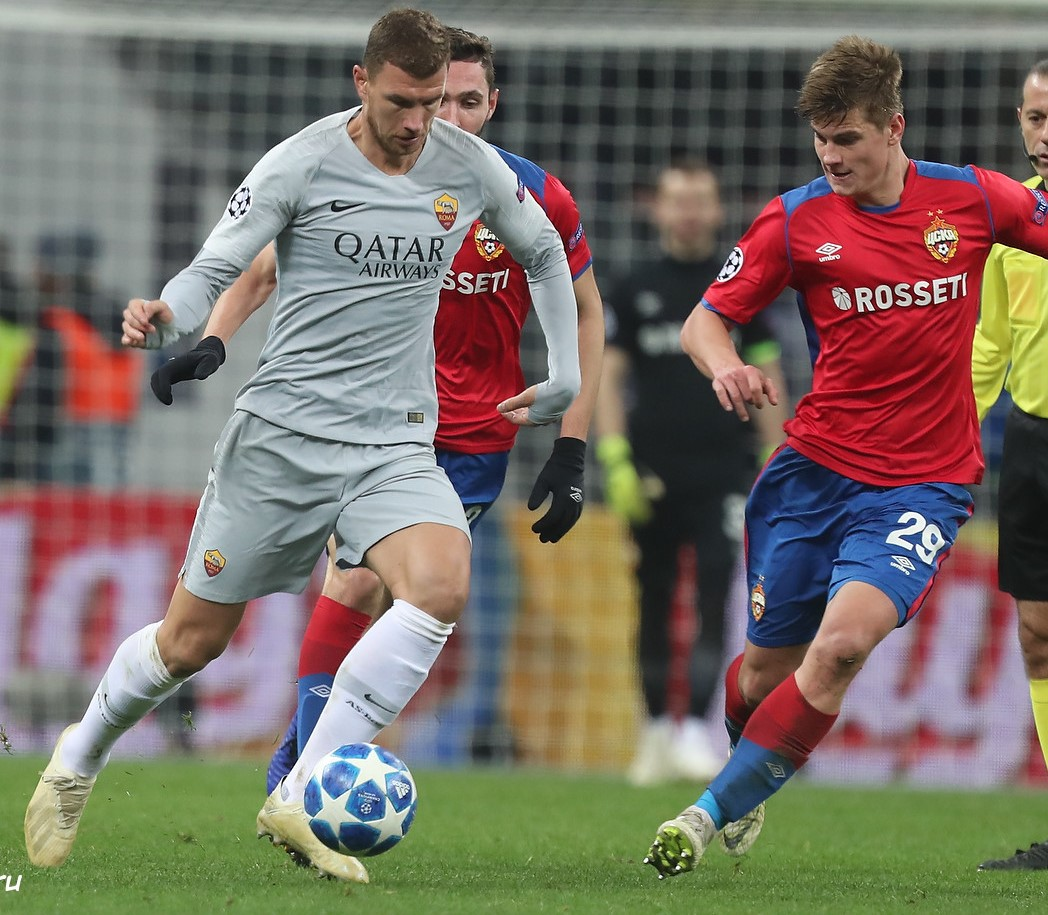
Edin Džeko proti CSKA Moskva (7. listopadu 2018)

Džeko otevřel gólový účet již v prvním utkání Serie A sezóny 2018/19, a to na stadionu v Turíně dne 19. srpna 2018. Ve druhém poločase k němu doputoval balón od debutanta Justina Kluiverta a Džeko z voleje přesně vystřelil. Římské mužstvo díky jeho gólu porazilo 1:0 Turín FC.
Proti Plzni ve skupinovém utkání Ligy mistrů UEFA zaznamenal tři góly a hattrickem pomohl vyhrát 5:0 druhé římské vystoupení sezóny na evropské scéně. Další utkání v této soutěži dne 23. října rozhodl dvěma góly proti CSKA Moskva. Výhru 3:0 nad ruským týmem podpořil asistencí na gól Cengize Ündera. V listopadu měl na svém kontě pouhé dva ligové góly a přiměl trenéra Eusebia Di Francesca posadit jej mezi náhradníky. Svalové zranění na konci listopadu ho připravilo o několik utkání, včetně toho proti Realu Madrid.
V lednovém 21. kole italské ligy se prosadil dvěma góly proti Atalantě a pomohl k remíze 3:3. Ve 36. kole čelil Juventusu a v 79. minutě asistoval u gólu kapitána Alessandra Florenziho, sám pak ve třetí minutě nastavení pojistil vedení, když zvýšil na konečných 2:0. V posledním 38. kole už byly naděje na Ligu mistrů jen v teoretické rovině. Proti Parmě vyšel Džeko střelecky naprázdno, AS Řím přesto vyhrálo 2:1. Římský klub obsadil nakonec šesté místo. Džeko měl namířeno do Interu Milán, přestup se ale nakonec neuskutečnil.

#### Sezóna 2019/20
Na úvod sezóny 2019/20 si Džeko připsal po jednom gólu a po jedné asistenci proti Janovu, zápas skončil nerozhodně 3:3. Již 33letý Džeko hrál nadále důležitou roli v týmu Paula Fonsecy, který měl v plánu užívat Džekových fyzických dispozic ve prospěch dalších hráčů v útoku, jakými byli Nicolò Zaniolo, Justin Kluivert nebo Cengiz Ünder. Navzdory zájmu Interu Milán zůstal v Římě a podepsal novou smlouvu.
V září se Džeko představil ve skupině v Evropské lize a gólem pomohl vyhrát 4:0 nad Başakşehirem. O tři dny později odehrál Džeko utkání v Bologni a v 93. minutě dal po centru Lorenza Pellegriniho hlavou vítězný gól na 2:1. Na začátku října proti Cagliari vedl tým při absenci Alessandra Florenziho jako kapitán a jedním gólem pomohl k remíze 1:1 na domácí půdě, protože si ale poranil lícní kost, měl týmu po nějakou dobu chybět. Džeko byl nucen podrobit se operaci a po několik utkání nosil ochrannou masku, která podle jeho vlastních slov částečně omezovala jeho schopnost vidět dění na hřišti. Přesto na konci října proti AC Milán z hlavičky otevřel skóre a pomohl doma vyhrát 2:1. Proti SPALu 15. prosince 2019 odehrál své 200. utkání za AS Řím (nakonec výhra 3:1).
Na konci července 2020 zaznamenal svůj 350. gól profesionální kariéry. V lize dohrávané po nucené koronavirové přestávce překonal defenzívu Turínu FC při výhře 3:2 v předposledním 37. kole.

#### Sezóna 2020/21
V domácím prostředí proti Beneventu 18. října 2020 přispěl dvěma góly k výhře 5:2. Na půdě Boloni v ligovém zápase 13. prosince zvyšoval po 10 minutách vedení na 2:0, konečné skóre činilo 5:1. Džeko vstřelil 111. gól ve dresu AS Řím a v žebříčku nejlepších střelců se posunul na dělené třetí místo po bok Amedea Amadeie. Před ním byli pouze klubové legendy Francesco Totti a Roberto Pruzzo. Jelikož jsou všichni tři jmenovaní Italové, stal se Džeko nejlepším střelcem z ciziny.
Neshody s trenérem Paulem Fonsecou vyústily v jeho opomenutí v nominaci na dva lednové zápasy, kapitánská paska přešla k Lorenzu Pellegrinimu. Zatímco na podzim se v 15 zápasech v lize trefil bosenský útočník sedmkrát, na jaře se již neprosadil vůbec. V únoru pomohl postupu v šestnáctifinále Evropské ligy přes Bragu, v obou vyhraných zápasech vstřelil po jednom gólu. Závěr ligové sezóny přinesl remízu 2:2 na hřišti Spezie. Džeko asistoval u vyrovnávacího gólu Henricha Mchitarjana na 2:2, přestože odehrál jen závěrečných 30 minut tohoto duelu. Celek z Říma si zajistil sedmé místo zaručující Evropskou konferenční ligu UEFA, novou soutěž evropských pohárů. Evropskou ligu AS Řím neovládlo, ale Džeko náležel mezi 23 fotbalistů vybraných v této soutěži do nejlepší soupisky sezóny.

### Inter Milán
Džekův přestup z AS Řím do mistrovského Interu Milán byl potvrzen 14. srpna 2021. Bosenský fotbalista v Miláně podepsal smlouvu na další dva roky. Stal se náhradou za odešlého útočníka Romela Lukaka. Při svém ligovém debutu se gólově prosadil – 21. srpna dal gól Janovu a pomohl vyhrát 4:0 úvodní kolo Serie A. Šlo zároveň o jeho 300. zápas v italské lize. Za obhajobou kráčel Inter neporažen v úvodních sedmi zápasech Serie A, během této zápasové porce vstřelil Džeko šest gólů a dorovnal někdejší klubový počin brazilského útočníka Ronalda ze sezóny 1997/98.
Dne 12. ledna 2022 si v Miláně zahrál zápas italského superpoháru Supercoppa italiana, ve kterém Inter Milán zvítězil nad Juventusem 2:1 v prodloužení. Mužstvo živilo šanci na double postupem do finále v domácím poháru Coppa Italia. V něm stanul Džeko jako osamocený hrotový útočník v základní sestavě a čelil fotbalistům Juventusu. Odehrál 63 minut, pak jej vystřídal Joaquín Correa. Inter v prodloužení strhl finále na svoji stranu a vyhrál 4:2. Naděje Interu na obhajobu byly živeny ještě v závěrečném 38. kole, ovšem AC Milán svůj zápas zvládl a prvenství uhájil s dvoubodovým náskokem.
V sezóně 2022/23 dostávali přednost navrátilec Lukaku a Joaquín Correa. Oba zraněné zastoupil Džeko 8. října 2022, kdy se dvěma góly podepsal pod ligovou výhrou 2:1 na půdě Sassuola. První z jím vstřelených gólů byl jeho 100. gólem v rámci italské ligy.

### Fenerbahçe
Dne 22. června 2023 byl oznámen jeho odchod do tureckého klubu Fenerbahçe, se kterým se hráč domluvil na dvouleté smlouvě.

## Reprezentační kariéra

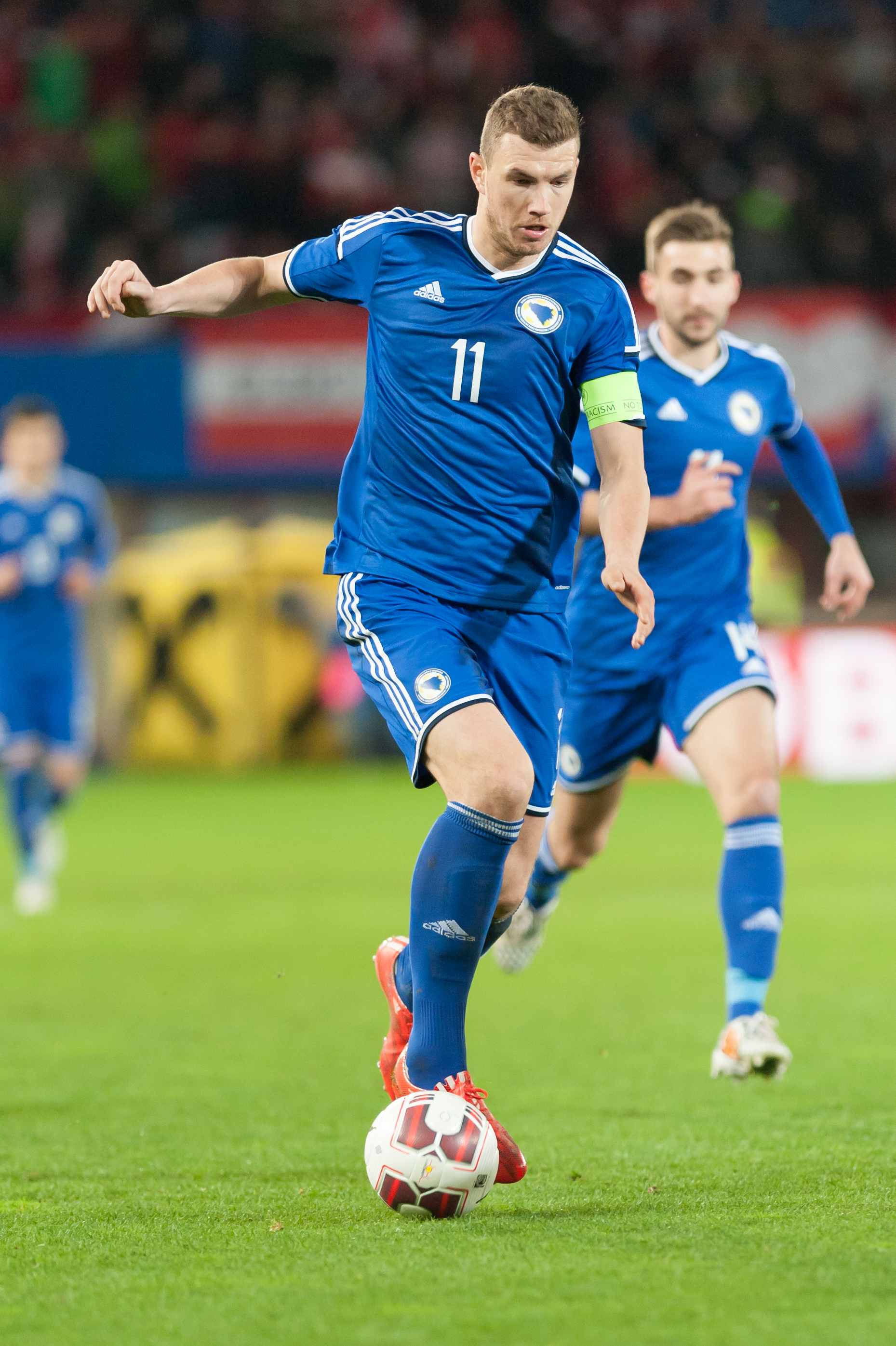
Edin Džeko v přátelském zápase Bosny a Hercegoviny s Rakouskem (31. březen 2015)

Džeko hrával za různé bosenské mládežnické výběry (U19, U21).
Ve výběru „jedenadvacítek“ pod vedením Ibrahima Zukanoviće nastoupil v srpnu a září 2006 k duelům proti Arménii a Norsku, gólově se prosadil proti Arménii. Národní tým přes tyto soupeře postoupil do kvalifikačního play-off o Mistrovství Evropy pořádané v roce 2007 Nizozemskem, byl ovšem vyřazen českým výběrem.
Dne 2. června 2007 se poprvé objevil v seniorské reprezentaci v zápase proti Turecku. Pro hráče to byl památný zápas, neboť vstřelil gól na 2:2 (Bosna a Hercegovina vyhrála nakonec 3:2). V kvalifikaci na Mistrovství světa ve fotbale 2010 vstřelil 9 gólů, což z něj společně s anglickým reprezentantem Waynem Rooneym dělalo druhého nejlepšího střelce kvalifikace (oba skončili za desetigólovým řeckým útočníkem Theofanisem Gekasem). Třetinu těchto gólů zaznamenal proti Belgii ve dvojutkání v březnu a dubnu 2009 a právě tehdy si vysloužil přezdívku „Bosenský diamant“, jak jej nazval bosenský sportovní komentátor Marjan Mijajlović. V listopadu téhož roku čelil Džeko v baráži Portugalsku a dostal se do několika gólových příležitostí, obě střetnutí však skončila soupeřovou výhrou 1:0.
Při prvním kvalifikačním zápase při cestě na Euro 2012 ze 3. září 2010 proti Lucembursku vstřelil třetí z gólů při venkovní výhře 3:0. Bosna a Hercegovina živila naději na přímý postup i v závěrečném zápase s Francií 11. října 2011. Právě Džeko poslal svoji zemi do vedení 1:0, ovšem soupeř na vlastní půdě srovnal na konečných 1:1 kontroverzní proměněnou penaltou. O měsíc později se odehrálo první utkání play-off, kdy Džeko čelil se spoluhráči Portugalsku. Vzdor formě na klubové scéně nebyl Džeko výrazný, a tak se 11. listopadu 2011 zrodila v domácím prostředí remíza 0:0. A o čtyři dny později prohrál národní tým i s Džekem v sestavě odvetu 2:6, na šampionát tudíž nezavítal.
Dne 31. května 2012 (resp. 1. června 2012 ve 03,00 středoevropského času) vsítil Edin Džeko gól v přátelském utkání proti Mexiku na neutrální půdě stadionu Soldier Field v Chicagu. Ve 29. minutě srovnával na 1:1, Mexiko nakonec vyhrálo gólem Javiera Hernándeze Balcázara v nastavení (93. minuta) 2:1.
Dne 7. září 2012 vstřelil Džeko hattrick v prvním kvalifikačním utkání na Mistrovství světa 2014 ve Vaduzu proti domácímu Lichtenštejnsku, zápas skončil vítězstvím hostů 8:1. Do utkání vkročil s 21 góly za reprezentaci a ztrácel tak jediný gól na gólového rekordmana Elvira Boliće, jehož v utkání překonal. O čtyři dny později pomohl vyhrát výsledkem 4:1 i druhý zápas nad Lotyšskem, ve kterém si kromě gólu připsal dvě asistence. Dvěma góly podpořil úspěšnou snahu o zdolání Řecka a 22. března 2013 pomohl vyhrát doma 3:1. I v pátém utkání z deseti hájila Bosna a Hercegovina neporazitelnost. Celkem v kvalifikaci nastřílel 10 gólů, čímž výrazně přispěl k historicky prvnímu postupu Bosny a Hercegoviny na mundial (a stal se nejlepším kanonýrem skupiny a druhým nejlepším střelcem celé evropské kvalifikace za 11gólovým Robinem van Persie z Nizozemska).
Zúčastnil se Mistrovství světa 2014 v Brazílii. Na začátku května byl jmenován v nominaci 23 fotbalistů trenéra Safeta Sušiće. Měl být středobodem útoku, jemuž napomáhala forma ze závěru sezóny, premianti na světovém mistrovství ale disponovali dalšími dovednými fotbalisty, jakými byli Miralem Pjanić, Emir Spahić nebo Vedad Ibišević. Bosenský expert Saša Ibrulj jej ve článku v The Guardian označil za případné největší zklamání – Džeko měl doplatit na svou pozici největší hvězdy v případě, že národní tým nepostoupí ze skupin. Zahrál si v obou přátelských kláních před mistrovstvím – proti Pobřeží slonoviny vstřelil při výhře 2:1 oba góly a o tři dny později proti Mexiku neskóroval, přesto národní tým zvítězil jednogólovým rozdílem.
Mistrovství pro národní tým začalo utkáním s Argentinou 16. června na stadionu Maracana. Favorit porazil Bosnu a Hercegovinu výsledkem 2:1 zásluhou Lionela Messiho. Utkání odehrál Džeko celé, byl to jeho pozdější partner v útoku Ibišević, který svým gólem snížil. Balkánské mužstvo potřebovalo utkání s Nigérií vyhrát a duel pořádaný 22. června zahájilo útočně. Postranní rozhodčí kvůli ofsajdovému postavení Džeka neuznal jeho gól, opakované záběry však ukázaly, že Džekovo načasování bylo v pořádku. Ani další Pjanićovy přihrávky nedokázal gólově využít, zatímco Peter Odemwingie poslal do vedení soupeře. V nastaveném čase Džekovu střelu odklonil brankář Vincent Enyeama k tyči. Porážka 0:1 znamenala pro tým Safeta Sušiće vyřazení. Proti Íránu otevřel 25. června skóre v později vítězném utkání (výsledek 3:1), které asijskému soupeři zabránilo v postupu. Bosna a Hercegovina tak obsadila se 3 body nepostupové třetí místo v základní skupině F.
První kvalifikační výhra v kampani o Euro 2016 nadešla 28. března 2015. Džeko se blýskl hattrickem, svým druhým v národním týmu. V listopadu stejného roku čelil ve dvojutkání hráčům Irska, playoff o závěrečný evropský turnaj však skončilo vyřazením.
V listopadu 2016 sehrál proti Řecku kvalifikační utkání o Mistrovství světa 2018. Deset minut před koncem základní hrací doby strhl Džeko trenýrky Kyriakose Papadopoulose, který se snažil získat míč z Džekova zajetí. Bosenský útočník, již se žlutou kartou na kontě, byl vyloučen, Řecko v závěru srovnalo na 1:1. Na metu 50 gólů dosáhl jako první bosenský reprezentant 28. března 2017 v přátelském klání proti Albánii, v němž pomohl vyhrát 2:1.
Když 28. března 2017 vsítil gól proti Albánii, stal se prvním fotbalistou země, který nastřádal 50 gólů.
Při kvalifikační výhře 2:1 nad Arménií z 23. března 2019 při cestě na Euro 2020 odehrál 100. zápas v národním týmu.
V anketě o nejlepšího bosenského hráče desetiletí se umístil první, kdy získal polovinu všech hlasů. Hlasujícími byli fanoušci na oficiálních reprezentačních webových stránkách, výsledek byl oznámen 1. ledna 2020.

### Liga národů UEFA 2018/19
Premiérový ročník Ligy národů UEFA zahájila reprezentace již pod novým trenérem Robertem Prosinečkim a navzdory tomu, že si vypracovala pět střeleckých příležitostí oproti soupeřovým 26, odvážela si z Belfastu 8. září 2018 výhru 2:1 nad Severním Irskem. Džeko k tomu přispěl asistencí, kdy po jeho centru otevřel skóre Haris Duljević. O tři dny později pomohl svým gólem vyhrát 1:0 domácí duel s Rakouskem. Reprezentačním rekordmanem v počtu startů (95) se stal překonáním Emira Spahiće (94). Dne 15. října dvěma góly zařídil nad Severním Irskem třetí výhru v rámci Ligy národů. Závěrečná listopadová remíza s Rakouskem vyústila v postup do vyššího patra mezi elitní skupinu.

### Liga národů UEFA 2020/21
Druhý ročník Ligy národů UEFA zahájila Bosna a Hercegovina dne 4. září 2020 remízou 1:1 v Itálii, při níž Džeko otevíral skóre. Národní tým se v elitní skupině neudržel, zbylé dva ze šesti klání Džeko kvůli covidu-19 neodehrál.

### Liga národů UEFA 2022/23
Bosna a Hercegovina načala třetí ročník Ligy národů UEFA 4. června 2022 remízovým utkáním s Finskem, proti kterému si v základní sestavě hrající Džeko připsal asistenci u jediného bosenského gólu Smaila Prevljaka v nastaveném čase. Po výhře nad Rumunskem a remíze s Černou horou přivítala Bosna a Hercegovina 14. června Finsko a vyhrála 3:2. První gól utkání padl z penalty po faulu na Džeka, samotný útočník pak vstřelil zbylé dva góly svého týmu. Reprezentace neprohrála ani čtvrté utkání po sobě a ve skupině „B“ se vpravila do čela.

### Reprezentační góly
Góly Edina Džeka za A-tým reprezentace Bosny a Hercegoviny
| 010                 | 02. 6. 2007  | Stadion Asima Ferhatoviće Hase, Sarajevo, Bosna a Hercegovina | Turecko           | 02:2 0(45.)   | 3:2 | kvalifikace na EURO 2008 | [ 153 ] |
| 02                  | 010. 9. 2008 | Bilino Polje, Zenica, Bosna a Hercegovina                     | Estonsko          | 05:0 0(60.)   | 7:0 | kvalifikace na MS 2010   | [ 191 ] |
| 03                  | 010. 9. 2008 | Bilino Polje, Zenica, Bosna a Hercegovina                     | Estonsko          | 06:0 0(72.)   | 7:0 | kvalifikace na MS 2010   | [ 191 ] |
| 04                  | 11. 10. 2008 | BJK İnönü Stadion, Istanbul, Turecko                          | Turecko           | 00:1 0(26.)   | 2:1 | kvalifikace na MS 2010   | [ 192 ] |
| 05                  | 15. 10. 2008 | Bilino Polje, Zenica, Bosna a Hercegovina                     | Arménie           | 02:0 0(39.)   | 4:1 | kvalifikace na MS 2010   | [ 193 ] |
| 06                  | 19. 11. 2008 | Stadion Ljudski vrt, Maribor, Slovinsko                       | Slovinsko         | 01:3 0(53.)   | 3:4 | přátelský zápas          | [ 194 ] |
| 07                  | 028. 3. 2009 | Cristal Arena, Genk, Belgie                                   | Belgie            | 00:1 0(7.)    | 2:4 | kvalifikace na MS 2010   |         |
| 08                  | 01. 4. 2009  | Bilino Polje, Zenica, Bosna a Hercegovina                     | Belgie            | 01:0 0(12.)   | 2:1 | kvalifikace na MS 2010   |         |
| 09                  | 01. 4. 2009  | Bilino Polje, Zenica, Bosna a Hercegovina                     | Belgie            | 02:0 0(14.)   | 2:1 | kvalifikace na MS 2010   |         |
| 10                  | 09. 6. 2009  | Stade Pierre de Coubertin, Cannes, Francie                    | Omán              | 01:0 0(14.)   | 2:1 | přátelský zápas          |         |
| 11                  | 012. 8. 2009 | Stadion Asima Ferhatoviće Hase, Sarajevo                      | Írán              | 01:0 0(52.)   | 2:3 | přátelský zápas          | [ 195 ] |
| 12                  | 012. 8. 2009 | Stadion Asima Ferhatoviće Hase, Sarajevo                      | Írán              | 02:0 0(65.)   | 2:3 | přátelský zápas          | [ 195 ] |
| 13                  | 10. 10. 2009 | A. Le Coq Arena, Tallinn, Estonsko                            | Estonsko          | 00:1 0(30.)   | 0:2 | kvalifikace na MS 2010   |         |
| 14                  | 14. 10. 2009 | Bilino Polje, Zenica, Bosna a Hercegovina                     | Španělsko         | 01:5 0(90.)   | 2:5 | kvalifikace na MS 2010   |         |
| 15                  | 03. 6. 2010  | Commerzbank-Arena, Frankfurt, Německo                         | Německo           | 00:1 0(15.)   | 3:1 | přátelský zápas          |         |
| 16                  | 03. 9. 2010  | Stade Josy Barthel, Lucemburk, Lucembursko                    | Lucembursko       | 00:3 0(16.)   | 0:3 | kvalifikace na EURO 2012 | [ 158 ] |
| 17                  | 17. 11. 2010 | Stadion Pasienky, Bratislava, Slovensko                       | Slovensko         | 01:3 0(60.)   | 2:3 | přátelský zápas          |         |
| 18                  | 026. 3. 2011 | Bilino Polje, Zenica, Bosna a Hercegovina                     | Rumunsko          | 02:1 0(83.)   | 2:1 | kvalifikace na EURO 2012 |         |
| 19                  | 07. 10. 2011 | Bilino Polje, Zenica, Bosna a Hercegovina                     | Lucembursko       | 01:0 0(12.)   | 5:0 | kvalifikace na EURO 2012 |         |
| 20                  | 11. 10. 2011 | Stade de France, Paříž, Francie                               | Francie           | 00:1 0(40.)   | 1:1 | kvalifikace na EURO 2012 | [ 159 ] |
| 21                  | 031. 5. 2012 | Soldier Field, Chicago, Illinois, USA                         | Mexiko            | 01:1 0(29.)   | 2:1 | přátelský zápas          | [ 162 ] |
| 22                  | 07. 9. 2012  | Rheinpark Stadion, Vaduz, Lichtenštejnsko                     | Lichtenštejnsko   | 00:5 0(46.)   | 1:8 | kvalifikace na MS 2014   | [ 163 ] |
| 23                  | 07. 9. 2012  | Rheinpark Stadion, Vaduz, Lichtenštejnsko                     | Lichtenštejnsko   | 00:6 0(65.)   | 1:8 | kvalifikace na MS 2014   | [ 163 ] |
| 24                  | 07. 9. 2012  | Rheinpark Stadion, Vaduz, Lichtenštejnsko                     | Lichtenštejnsko   | 01:7 0(81.)   | 1:8 | kvalifikace na MS 2014   | [ 163 ] |
| 25                  | 011. 9. 2012 | Bilino Polje, Zenica, Bosna a Hercegovina                     | Lotyšsko          | 04:1 0(90+2.) | 4:1 | kvalifikace na MS 2014   | [ 165 ] |
| 26                  | 16. 10. 2012 | Bilino Polje, Zenica, Bosna a Hercegovina                     | Litva             | 02:0 0(35.)   | 3:0 | kvalifikace na MS 2014   | [ 196 ] |
| 27                  | 022. 3. 2013 | Bilino Polje, Zenica, Bosna a Hercegovina                     | Řecko             | 01:0 0(30.)   | 3:1 | kvalifikace na MS 2014   | [ 166 ] |
| 28                  | 022. 3. 2013 | Bilino Polje, Zenica, Bosna a Hercegovina                     | Řecko             | 03:0 0(54.)   | 3:1 | kvalifikace na MS 2014   | [ 166 ] |
| 29                  | 07. 6. 2013  | Stadion Skonto, Riga, Lotyšsko                                | Lotyšsko          | 00:5 0(82.)   | 0:5 | kvalifikace na MS 2014   | [ 197 ] |
| 30                  | 014. 8. 2013 | Stadion Asima Ferhatoviće Hase, Sarajevo                      | USA               | 01:0 0(8.)    | 3:4 | přátelský zápas          | [ 198 ] |
| 31                  | 014. 8. 2013 | Stadion Asima Ferhatoviće Hase, Sarajevo                      | USA               | 03:4 0(90.)   | 3:4 | přátelský zápas          | [ 198 ] |
| 32                  | 11. 10. 2013 | Bilino Polje, Zenica, Bosna a Hercegovina                     | Lichtenštejnsko   | 01:0 0(27.)   | 4:1 | kvalifikace na MS 2014   |         |
| 33                  | 11. 10. 2013 | Bilino Polje, Zenica, Bosna a Hercegovina                     | Lichtenštejnsko   | 04:0 0(39.)   | 4:1 | kvalifikace na MS 2014   |         |
| 34                  | 030. 5. 2014 | Edward Jones Dome, St. Louis, USA                             | Pobřeží slonoviny | 01:0 0(17.)   | 2:1 | přátelský zápas          | [ 199 ] |
| 35                  | 030. 5. 2014 | Edward Jones Dome, St. Louis, USA                             | Pobřeží slonoviny | 02:0 0(63.)   | 2:1 | přátelský zápas          | [ 199 ] |
| 36                  | 025. 6. 2014 | Arena Fonte Nova, Salvador, Brazílie                          | Írán              | 01:0 0(23.)   | 3:1 | Mistrovství světa 2014   | [ 176 ] |
| 37                  | 04. 9. 2014  | Stadion Tušanj, Tuzla, Bosna a Hercegovina                    | Lichtenštejnsko   | 03:0 0(24.)   | 3:0 | přátelský zápas          | [ 200 ] |
| 38                  | 13. 10. 2014 | Bilino Polje, Zenica, Bosna a Hercegovina                     | Belgie            | 01:0 0(39.)   | 1:1 | kvalifikace na EURO 2016 | [ 201 ] |
| 39                  | 028. 3. 2015 | Estadi Nacional, Andorra la Vella, Andorra                    | Andorra           | 00:1 0(13.)   | 0:3 | kvalifikace na EURO 2016 | [ 202 ] |
| 40                  | 028. 3. 2015 | Estadi Nacional, Andorra la Vella, Andorra                    | Andorra           | 00:2 0(49.)   | 0:3 | kvalifikace na EURO 2016 | [ 202 ] |
| 41                  | 028. 3. 2015 | Estadi Nacional, Andorra la Vella, Andorra                    | Andorra           | 00:3 0(62.)   | 0:3 | kvalifikace na EURO 2016 | [ 202 ] |
| 42                  | 012. 6. 2015 | Bilino Polje, Zenica, Bosna a Hercegovina                     | Izrael            | 02:1 (45+2.)  | 3:1 | kvalifikace na EURO 2016 | [ 203 ] |
| 43                  | 03. 9. 2015  | Stadion krále Baudouina, Brusel, Belgie                       | Belgie            | 00:1 0(15.)   | 3:1 | kvalifikace na EURO 2016 | [ 204 ] |
| 44                  | 06. 9. 2015  | Bilino Polje, Zenica, Bosna a Hercegovina                     | Andorra           | 02:0 0(30.)   | 3:0 | kvalifikace na EURO 2016 | [ 205 ] |
| 45                  | 13. 11. 2015 | Bilino Polje, Zenica, Bosna a Hercegovina                     | Irsko             | 01:1 0(85.)   | 1:1 | baráž o EURO 2016        | [ 206 ] |
| 46                  | 029. 3. 2016 | Letzigrund, Curych, Švýcarsko                                 | Švýcarsko         | 00:1 0(15.)   | 0:2 | přátelský zápas          | [ 207 ] |
| 47                  | 06. 9. 2016  | Bilino Polje, Zenica, Bosna a Hercegovina                     | Estonsko          | 02:0 0(23.)   | 5:0 | kvalifikace na MS 2018   | [ 208 ] |
| 48                  | 10. 10. 2016 | Bilino Polje, Zenica, Bosna a Hercegovina                     | Kypr              | 01:0 0(70.)   | 2:0 | kvalifikace na MS 2018   | [ 209 ] |
| 49                  | 10. 10. 2016 | Bilino Polje, Zenica, Bosna a Hercegovina                     | Kypr              | 02:0 0(81.)   | 2:0 | kvalifikace na MS 2018   | [ 209 ] |
| 50                  | 028. 3. 2017 | Elbasan Arena, Elbasan, Albánie                               | Albánie           | 00:1 0(7.)    | 1:2 | přátelský zápas          | [ 210 ] |
| 51                  | 03. 9. 2017  | Estádio Algarve, Faro, Portugalsko                            | Gibraltar         | 00:1 0(35.)   | 0:4 | kvalifikace na MS 2018   | [ 211 ] |
| 52                  | 03. 9. 2017  | Estádio Algarve, Faro, Portugalsko                            | Gibraltar         | 00:4 0(85.)   | 0:4 | kvalifikace na MS 2018   | [ 211 ] |
| 53                  | 011. 9. 2018 | Bilino Polje, Zenica, Bosna a Hercegovina                     | Rakousko          | 01:0 0(78.)   | 1:0 | Liga národů UEFA 2018/19 | [ 212 ] |
| 54                  | 15. 10. 2018 | Stadion Grbavica, Sarajevo, Bosna a Hercegovina               | Severní Irsko     | 01:0 0(27.)   | 2:0 | Liga národů UEFA 2018/19 | [ 213 ] |
| 55                  | 15. 10. 2018 | Stadion Grbavica, Sarajevo, Bosna a Hercegovina               | Severní Irsko     | 02:0 0(73.)   | 2:0 | Liga národů UEFA 2018/19 | [ 213 ] |
| 56                  | 011. 6. 2019 | Juventus Stadium, Turín, Itálie                               | Itálie            | 00:1 0(32.)   | 2:1 | kvalifikace na EURO 2020 | [ 214 ] |
| 57                  | 05. 9. 2019  | Bilino Polje, Zenica, Bosna a Hercegovina                     | Lichtenštejnsko   | 03:0 0(85.)   | 5:0 | kvalifikace na EURO 2020 | [ 215 ] |
| 58                  | 08. 9. 2019  | Stadion republiky Vazgena Sargsjana, Jerevan, Arménie         | Arménie           | 01:1 0(13.)   | 4:2 | kvalifikace na EURO 2020 | [ 216 ] |
| 59                  | 04. 9. 2020  | Stadio Artemio Franchi, Florencie, Itálie                     | Itálie            | 00:1 0(57.)   | 1:1 | Liga národů UEFA 2020/21 | [ 187 ] |
| 60                  | 01. 9. 2021  | Stade de la Meinau, Štrasburk, Francie                        | Francie           | 00:1 0(36.)   | 1:1 | kvalifikace na MS 2022   | [ 217 ] |
| 61                  | 029. 3. 2022 | Bilino Polje, Zenica, Bosna a Hercegovina                     | Lucembursko       | 01:0 0(86.)   | 1:0 | přátelský zápas          | [ 218 ] |
| 62                  | 014. 6. 2022 | Bilino Polje, Zenica, Bosna a Hercegovina                     | Finsko            | 02:2 0(29.)   | 3:2 | Liga národů UEFA 2022/23 | [ 219 ] |
| 63                  | 014. 6. 2022 | Bilino Polje, Zenica, Bosna a Hercegovina                     | Finsko            | 03:2 0(58.)   | 3:2 | Liga národů UEFA 2022/23 | [ 219 ] |
| 64                  | 026. 9. 2022 | Stadionul Rapid-Giulești, Bukurešť, Rumunsko                  | Rumunsko          | 02:1 0(77.)   | 4:1 | Liga národů UEFA 2022/23 | [ 220 ] |
| Platí k 25. 6. 2023 |              |                                                               |                   |               |     |                          |         |

1. ↑  Během zápasu Edin Džeko vstřelil gól (v tabulce je zvýrazněn) v poznačené minutě utkání a stanovil toto průběžné skóre.

## Fotbalová charakteristika
Během angažmá v ligách západní Evropy se stal jedním z nejlepších útočníků na světě. V raném období své kariéry byl přeobsazen ze zálohy do útoku, kde využívá fyzických dispozicí včetně své výšky (194 cm). Zpočátku jej nepovažovali za talentovaného fotbalistu, byl přirovnáván k hráčům jako Peter Crouch, těžících z vysoké postavy. Až později se vyvinul, také díky zkušenostem ze záložní role, v cílového útočníka (anglicky target man). Je obratný a pohyblivý, podle trenéra Luciana Spallettiho na svoji výšku rovněž rychlý. Na rozdíl od jiných úspěšných balkánských fotbalistů s vytříbenou technikou (např. Hasan Salihamidžić) má Džeko jiné přednosti, přesto někteří experti včetně Spallettiho komentují jeho technickou zdatnost jako dobrou. Podle serveru WhoScored.com náleží mezi jeho přednosti schopnost udržet balón, dále pak vzdušné souboje a zakončování.
V Manchesteru City se mu dařilo více pod Robertem Mancinim než pod Manuelem Pellegrinim. Mancini o něm prohlásil: „Edin je vysoký, silný a hodně gólů střílí hlavou“ a dále pak „Ale umí také hrát po zemi, oběma nohama.“ Pod Pellegrinim se stal „supernáhradníkem“ (anglicky super-sub), který přichází jako „žolík“ v závěru zápasu a umí střetnutí rozhodnout také díky svým kvalitám, které jsou odlišné od útočníků hrajících v základní sestavě. Sám fotbalista ale označení super-sub odmítl.

## Biografie
Edin Džeko se narodil 17. března 1986 v Sarajevu v Bosně a Hercegovině do bosňácké rodiny. Má otce Midhata, matku Belmu a sestru Merimu. Tvrdí, že jej rodina během jeho fotbalové kariéry vždy podporovala, zejména otec, který jej v mládí brával na tréninky Željezničaru. Otec v Bosně a Hercegovině hrával rovněž profesionálně. Džeko mluví plynně 5 jazyky: bosensky, česky, německy, anglicky a italsky.
Jeho oblíbeným klubem bylo italské AC Milán, kde hrával jeho fotbalový vzor Andrij Ševčenko. Doma v Sarajevu měl na zdi jeho dres s číslem 7.
V listopadu 2009 se stal Edin Džeko prvním bosenským vyslancem UNICEF. Navštívil několik škol v chudých oblastech Bosny a Hercegoviny a pomáhal dětem s traumatizujícími zkušenostmi z války nebo jinými obtížemi.
V září 2018 dokončil studium v oboru sportovního managementu na fakultě Sportu a vzdělávání v Sarajevu.
Edin Džeko je muslim. Je bratrancem Emira Spahiće, bývalého kapitána reprezentace Bosny a Hercegoviny.
V roce 2012 navázal vztah s modelkou a herečkou Amrou Silajdžić (* 1984), se kterou se 31. března 2014 oženil. Ta do vztahu přivedla Sofii, svoji dceru z prvního manželství. Bosenskému páru se 2. února 2016 narodila dcera Una. Syn Dani se dvojici narodil 9. září 2017. Jejich třetí společný potomek, dcera Dalia, se narodila 12. září 2020.

## Kariérní statistiky

### Klubové
Aktuální k 15. května 2022
| Klub                       | Sezóna           | Liga                    | Liga   | Liga | Národní pohár | Národní pohár | Ligový pohár | Ligový pohár | Evropské poháry | Evropské poháry | Ostatní | Ostatní | Celkem | Celkem |
| Klub                       | Sezóna           | Ligová soutěž           | Zápasy | Góly | Zápasy        | Góly          | Zápasy       | Góly         | Zápasy          | Góly            | Zápasy  | Góly    | Zápasy | Góly   |
| -------------------------- | ---------------- | ----------------------- | ------ | ---- | ------------- | ------------- | ------------ | ------------ | --------------- | --------------- | ------- | ------- | ------ | ------ |
| Željezničar Sarajevo       | 2003/04          | Bosenská Premijer liga  | 15     | 2    | 1             | 0             | —            | —            | 1               | 0               | —       | —       | 17     | 2      |
| Željezničar Sarajevo       | 2004/05          | Bosenská Premijer liga  | 20     | 1    | 5             | 1             | —            | —            | 0               | 0               | —       | —       | 25     | 2      |
| Željezničar Sarajevo       | Celkem           | Celkem                  | 35     | 3    | 6             | 1             | —            | —            | 1               | 0               | —       | —       | 42     | 4      |
| Teplice                    | 2005/06          | Gambrinus liga          | 13     | 3    | —             | —             | —            | —            | —               | —               | —       | —       | 13     | 3      |
| Teplice                    | 2006/07          | Gambrinus liga          | 30     | 13   | 3             | 1             | —            | —            | 2               | 0               | —       | —       | 35     | 14     |
| Teplice                    | Celkem           | Celkem                  | 43     | 16   | 3             | 1             | —            | —            | 2               | 0               | —       | —       | 48     | 17     |
| Ústí nad Labem (hostování) | 2005/06          | 2. česká fotbalová liga | 15     | 6    | 4             | 2             | —            | —            | —               | —               | —       | —       | 19     | 8      |
| VfL Wolfsburg              | 2007/08          | Bundesliga              | 28     | 8    | 5             | 1             | —            | —            | —               | —               | —       | —       | 33     | 9      |
| VfL Wolfsburg              | 2008/09          | Bundesliga              | 32     | 26   | 2             | 6             | —            | —            | 8               | 4               | —       | —       | 42     | 36     |
| VfL Wolfsburg              | 2009/10          | Bundesliga              | 34     | 22   | 2             | 2             | —            | —            | 12              | 5               | —       | —       | 48     | 29     |
| VfL Wolfsburg              | 2010/11          | Bundesliga              | 17     | 10   | 2             | 1             | —            | —            | —               | —               | —       | —       | 19     | 11     |
| VfL Wolfsburg              | Celkem           | Celkem                  | 111    | 66   | 11            | 10            | —            | —            | 20              | 9               | —       | —       | 142    | 85     |
| Manchester City            | 2010/11          | Premier League          | 15     | 2    | 2             | 2             | —            | —            | 4               | 2               | —       | —       | 21     | 6      |
| Manchester City            | 2011/12          | Premier League          | 30     | 14   | 0             | 0             | 4            | 3            | 8               | 1               | 1       | 1       | 43     | 19     |
| Manchester City            | 2012/13          | Premier League          | 32     | 14   | 5             | 0             | 1            | 0            | 6               | 1               | 1       | 0       | 45     | 15     |
| Manchester City            | 2013/14          | Premier League          | 31     | 16   | 5             | 2             | 5            | 6            | 7               | 2               | —       | —       | 48     | 26     |
| Manchester City            | 2014/15          | Premier League          | 22     | 4    | 1             | 0             | 2            | 2            | 6               | 0               | 1       | 0       | 32     | 6      |
| Manchester City            | Celkem           | Celkem                  | 130    | 50   | 13            | 4             | 12           | 11           | 31              | 6               | 3       | 1       | 189    | 72     |
| AS Řím (hostování)         | 2015/16          | Serie A                 | 31     | 8    | 1             | 0             | —            | —            | 7               | 2               | —       | —       | 39     | 10     |
| AS Řím                     | 2016/17          | Serie A                 | 37     | 29   | 4             | 2             | —            | —            | 10              | 8               | —       | —       | 51     | 39     |
| AS Řím                     | 2017/18          | Serie A                 | 36     | 16   | 1             | 0             | —            | —            | 12              | 8               | —       | —       | 49     | 24     |
| AS Řím                     | 2018/19          | Serie A                 | 33     | 9    | 1             | 0             | —            | —            | 6               | 5               | —       | —       | 40     | 14     |
| AS Řím                     | 2019/20          | Serie A                 | 35     | 16   | 0             | 0             | —            | —            | 8               | 3               | —       | —       | 43     | 19     |
| AS Řím                     | 2020/21          | Serie A                 | 27     | 7    | 1             | 0             | —            | —            | 10              | 6               | —       | —       | 38     | 13     |
| AS Řím                     | Celkem           | Celkem                  | 199    | 85   | 8             | 2             | —            | —            | 53              | 32              | —       | —       | 260    | 119    |
| Inter Milán                | 2021/22          | Serie A                 | 36     | 13   | 5             | 1             | —            | —            | 7               | 3               | 1       | 0       | 49     | 17     |
| Celkem v kariéře           | Celkem v kariéře | Celkem v kariéře        | 567    | 236  | 50            | 21            | 12           | 11           | 114             | 50              | 4       | 1       | 749    | 322    |

1. 1 2  Zápasy v Poháru UEFA.
2. ↑  Zápasy v Poháru Intertoto.
3. ↑  Šest zápasů a čtyři góly v Lize mistrů UEFA, šest zápasů a jeden gól v Evropské lize UEFA.
4. 1 2 3  Zápasy v Evropské lize UEFA.
5. ↑  Pět zápasů v Lize mistrů UEFA, tři zápasy a jeden gól v Evropské lize UEFA.
6. 1 2 3  Zápasy v FA Community Shield.
7. 1 2 3 4 5 6 7  Zápasy v Lize mistrů UEFA.
8. ↑  Dva zápasy v Lize mistrů UEFA, osm zápasů a osm gólů v Evropské lize UEFA.
9. ↑  Zápasy v Supercoppa italiana.

### Reprezentační
Aktuální k 14. června 2022
| Národní tým         | Rok    | Zápasy | Góly |
| ------------------- | ------ | ------ | ---- |
| Bosna a Hercegovina | 2007   | 7      | 1    |
| Bosna a Hercegovina | 2008   | 6      | 5    |
| Bosna a Hercegovina | 2009   | 10     | 8    |
| Bosna a Hercegovina | 2010   | 8      | 3    |
| Bosna a Hercegovina | 2011   | 10     | 3    |
| Bosna a Hercegovina | 2012   | 9      | 6    |
| Bosna a Hercegovina | 2013   | 9      | 7    |
| Bosna a Hercegovina | 2014   | 10     | 5    |
| Bosna a Hercegovina | 2015   | 7      | 7    |
| Bosna a Hercegovina | 2016   | 7      | 4    |
| Bosna a Hercegovina | 2017   | 6      | 3    |
| Bosna a Hercegovina | 2018   | 10     | 3    |
| Bosna a Hercegovina | 2019   | 8      | 3    |
| Bosna a Hercegovina | 2020   | 5      | 1    |
| Bosna a Hercegovina | 2021   | 6      | 1    |
| Bosna a Hercegovina | 2022   | 8      | 4    |
| Bosna a Hercegovina | 2023   | 3      | 0    |
| Celkem              | Celkem | 129    | 64   |

## Úspěchy

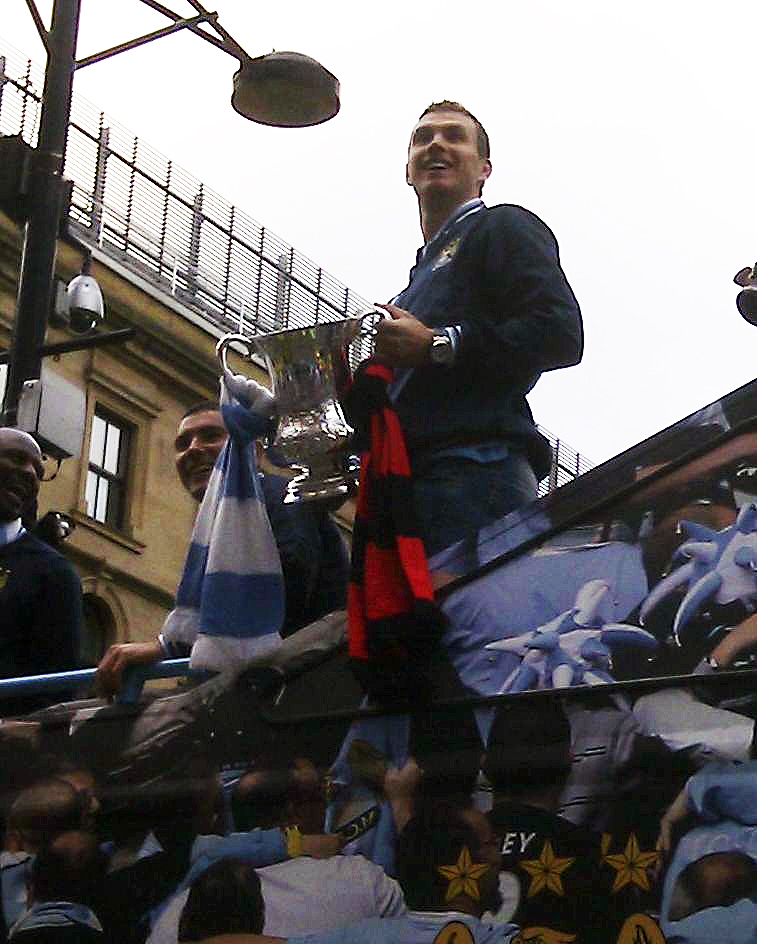
Edin Džeko během oslavné jízdy po vítězství Manchesteru City v FA Cupu v roce 2011

### Klubové
VfL Wolfsburg
- 1× vítěz německé Bundesligy – 2008/09[238]

Manchester City
- 2× vítěz anglické Premier League – 2011/12, 2013/14[238]
- 1× vítěz anglického poháru FA Cup – 2010/11[238]
- 1× vítěz anglického ligového poháru Capital One Cup – 2013/14[238]
- 1× vítěz anglického superpoháru Community Shield – 2012[238]

Inter Milán
- 1× vítěz italského poháru Coppa Italia – 2021/22[238]
- 1× vítěz italského superpoháru Supercoppa italiana – 2021[238][146]

### Individuální
- 1× nejlepší cizinec 1. české fotbalové ligy – 2006/07[11][10]
- 1× nejlepší hráč sezóny Bundesligy – 2008/09[1]
- 1× nejlepší útočník sezóny Bundesligy podle Svazu profesionálních fotbalistů VDV – 2009/10[22]
- 1× nejlepší střelec německé Bundesligy – 2009/10 (22 gólů)
- 1× nejlepší střelec německého národního poháru (DFB-Pokal) – 2008/09 (6 gólů)[1]
- 1× nejlepší střelec italské Serie A – 2016/17 (29 gólů)[90]
- 1× nejlepší střelec Evropské ligy UEFA – 2016/17 (8 gólů)[238]
- 1× hráč měsíce Premier League – srpen 2011[36]
- 1× hráč sezóny klubu AS Řím – 2017/18[239]
- 2× nejlepší tým sezóny Bundesligy podle kickeru – 2008/09, 2009/10
- 1× sestava sezóny Ligy mistrů UEFA – 2017/18[240]
- 1× sestava sezóny Evropské ligy UEFA – 2020/21[142]
- 1× nejlepší fotbalista Dolního Saska – 2010[20]
- 3× bosenský fotbalista roku – 2009, 2010, 2011/12[7]
- 1× hráč desetiletí Bosny a Hercegoviny[182]